# Pedro Linhart
Pedro Linhart (Las Palmas, 30 december 1962) is een golfprofessional, die sinds 1980 de Spaanse nationaliteit heeft. Hij heeft Amerikaanse ouders.

## Biografie
In 1982 werd hij professional. In 1986 ging hij voor het eerst naar de Tourschool, maar haalde geen kaart. Hij is toen vijf jaar gaan lesgeven als assistent-pro in New Jersey en speelde enkele toernooien op een van de mini-tours in de Verenigde Staten.
In 1993 haalde hij wél zijn tourkaart, zodat hij in 1994 op de Europese Tour mocht spelen.
In 1995 werd hij uitgenodigd voor het Britse Open; hij haalde de cut, maar eindigde achter in het veld.
In 1999 won hij het Madeira Island Open, tweede werd Mark James. Hij speelde weer het Brits Open maar miste de cut. Het jaar daarna had hij een polsblessure, en stopte tijdelijk met spelen. In 2007 ging hij naar de Tourschool op San Roque Club, en eindigde op de tweede plaats met een score van -9 over 6 rondes.
In 2008 speelde hij op de Europese Tour, zijn beste resultaat was een 37ste plaats in Spanje, dus hij moest terug naar de Tourschool. In 2009 heeft hij maar vijf toernooien gespeeld en één cut gehaald.

## Overwinningen
- 1995: Canarias-Challenge
- 1999: Madeira Island Open